# Adriaan Schuurman
Adriaan Cornelis Schuurman (* 28. Juli 1904 in Kampen/Provinz Overijssel; † 24. August 1998 in Den Haag) war ein niederländischer Kirchenmusiker, Liturgiker und Musikpädagoge.

## Leben
Schuurman wurde 1904 als Sohn des reformierten Prädikanten Martinus Schuurman und seiner Frau Cornelia Johanna, geb. de Brey, in Kampen geboren. Er begann 1925 mit dem Studium am Königlichen Konservatorium in Den Haag, das er von 1927 bis 1931 am Konservatorium in Amsterdam, unter anderem bei Cornelis de Wolf und Sem Dresden, fortsetzte. 1942 wurde er Kantor und Organist an der Sint-Joriskerk in Amersfoort. Von 1950 bis 1974 amtierte er in gleicher Funktion an der Maranathakerk in Den Haag.
Ab 1947 lehrte Schuurman Kirchenmusik an verschiedenen Universitäten und wurde erster Dozent für Kirchenmusik bei der Niederländisch-Reformierten Kirche. Von 1963 bis 1969 war er Dozent am Konservatorium in Den Haag, von 1964 bis 1973 am Konservatorium in Rotterdam.
Schuurman komponierte Stücke für Orgel und Chor. Er war ein großer Verfechter der liturgischen Bewegung und wirkte an verschiedenen Liederbüchern mit. Von seinen Orgelwerken ist das bekannteste „Toccata, trio en fuga Psalm 150“. 1981 komponierte er im Auftrag der Reformierten Organisten-Vereinigung einen Psalmenzyklus.
Zu seinem 80. Geburtstag gab die Stiftung Centrum voor de Kerkzang eine Festschrift zu seinen Ehren heraus. Nach Schuurman ist ein Orgelwettbewerb für Amateurorganisten und Studenten benannt, der 2014 in Naaldwijk bereits zum fünften Mal stattfand.